# One More from the Road
Albums de Lynyrd Skynyrd
Gimme Back My Bullets
(1976) Street Survivors
(1977)
One More from the Road est le premier album enregistré en public du groupe de rock sudiste, Lynyrd Skynyrd. Il est sorti le 13 septembre 1976 sur le label MCA et a été produit par Tom Dowd.

## Historique
One More from the Road (intitulé One More for from the Road sur la pochette) a été enregistré pendant la tournée de promotion de l'album Gimme Back My Bullets. L'enregistrement se fit sur trois jours (7, 8 et 9 juillet 1976) dans la salle du « Fabulous Fox Theatre » à Atlanta. Tom Dowd produisit cet album  dont le son est excellent.
Cet album est le premier enregistrement du groupe sur lequel joue Steve Gaines, il avait rejoint le groupe que très peu de temps avant, en fait le concert du 7 juillet n'était que le troisième concert du groupe avec Steve. Cette tournée est aussi la première du groupe avec son trio de choristes « The Honkettes ».
Cet album présente la plupart des classiques (Sweet Home Alabama, Freebird…) du groupe ainsi que trois titres inédits, une composition du groupe (Travelling Man) et deux reprises inédites(Crossroads et T for Texas).
l'album est un succès, il entre dans le top 10 du Billboard 200 en se classant à la 9e place et se vendra à plus de trois millions d'exemplaires aux États-Unis.

## Liste des titres

### Version originale 1976
- Disque 1, face 1

| No | Titre           | Auteur                    | Durée |
| -- | --------------- | ------------------------- | ----- |
| 1. | Workin' for MCA | Ed King, Ronnie Van Zant  | 4:38  |
| 2. | I Ain't the One | Gary Rossington, Van Zant | 3:37  |
| 3. | Searching       | Allen Collins, Van Zant   | 3:51  |
| 4. | Tuesday's Gone  | Collins, Van Zant         | 7:39  |

- Disque 1, face 4

| No | Titre                    | Auteur            | Durée |
| -- | ------------------------ | ----------------- | ----- |
| 1. | The Needle and the Spoon | Collins, Van Zant | 4:17  |
| 2. | Crossroads               | Robert Johnson    | 3:44  |
| 3. | Freebird                 | Collins, Van Zant | 11:30 |

- Disque 2, face 2

| No | Titre                  | Auteur                       | Durée |
| -- | ---------------------- | ---------------------------- | ----- |
| 1. | Saturday Night Special | King, Van Zant               | 5:30  |
| 2. | Travellin' Man         | Leon Wilkeson, Van Zant      | 4:08  |
| 3. | Whiskey Rock-a-Roller  | King, Van Zant, Billy Powell | 4:14  |
| 4. | Sweet Home Alabama     | King, Rossington, Van Zant   | 6:49  |

- Disque 2, face 3

| No | Titre              | Auteur            | Durée |
| -- | ------------------ | ----------------- | ----- |
| 1. | Gimme Three Steps  | Collins, Van Zant | 5:00  |
| 2. | Call Me the Breeze | J.J. Cale         | 5:27  |
| 3. | T for Texas        | Jimmie Rodgers    | 8:26  |

### Titres version 25th Anniversary De Luxe Edition 2001
- Disc 1

| No  | Titre                    | Auteur                 | Date d'enregistrement | Durée |
| --- | ------------------------ | ---------------------- | --------------------- | ----- |
| 1.  | Intro / Workin' for MCA  | King, Van Zant         | 7 juillet 1976        | 5:32  |
| 2.  | I Ain't the One          | Rossington, Van Zant   | 8 juillet 1976        | 3:47  |
| 3.  | Saturday Night Special   | King, Van Zant         | 8 juillet 1976        | 5:39  |
| 4.  | Searching                | Collins, Van Zant      | 9 juillet 1976        | 4:00  |
| 5.  | Travellin' Man           | Wilkeson, Van Zant     | 8 juillet 1976        | 4:37  |
| 6.  | Simple Man               | Rossington, Van Zant   | 7 juillet 1976        | 6:56  |
| 7.  | Whiskey Rock-a-Roller    | King, Powell, Van Zant | 7 juillet 1976        | 4:48  |
| 8.  | The Needle and the Spoon | Collins, Van Zant      | 8 juillet 1976        | 4:35  |
| 9.  | Gimme Back My Bullets    | Rossington, Van Zant   | 8 juillet 1976        | 4:01  |
| 10. | Tuesday's Gone           | Collins, Van Zant      | 9 juillet 1976        | 8:25  |
| 11. | Gimme Three Steps        | Collins, Van Zant      | 9 juillet 1976        | 5:10  |
| 12. | Call Me the Breeze       | J.J. Cale              | 8 juillet 1976        | 5:50  |
| 13. | T for Texas              | Jimmie Rodgers         | 8 juillet 1976        | 9:14  |

- Disc 2

| No  | Titre                               | Auteur                     | Date d'enregistrement | Durée |
| --- | ----------------------------------- | -------------------------- | --------------------- | ----- |
| 1.  | Sweet Home Alabama                  | King, Rossington, Van Zant | 9 juillet 1976        | 7:28  |
| 2.  | Crossroads                          | Johnson                    | 9 juillet 1976        | 4:16  |
| 3.  | Freebird                            | Collins, van Zant          | 8 juillet 1976        | 14:18 |
| 4.  | Workin' for MCA (alternate take)    | King, Van Zant             | 8 juillet 1976        | 5:37  |
| 5.  | I ain't the One (alternate take)    | Rossington, Van Zant       | 7 juillet 1976        | 3:52  |
| 6.  | Searching (alternate take)          | Collins, Van Zant          | 7 juillet 1976        | 4:13  |
| 7.  | Gimme Three Steps (alternate take)  | Collins, Van Zant          | 7 juillet 1976        | 4:42  |
| 8.  | Call Me the Breeze (alternate take) | J.J. Cale                  | 7 juillet 1976        | 5:43  |
| 9.  | Sweet Home Alabama (alternate take) | King, Rossington, Van Zant | 8 juillet 1976        | 7:27  |
| 10. | Crossroads (alternate take)         | Rodgers                    | 8 juillet 1976        | 4:46  |
| 11. | Freebird (alternate take)           | Collins, Van Zant          | 9 juillet 1976        | 14:55 |

## Musiciens du groupe
- Ronnie Van Zant : chant
- Gary Rossington : guitares
- Allen Collins : guitares
- Steve Gaines : guitares, chœurs
- Billy Powell : claviers
- Leon Wilkeson : basse, chœurs
- Artimus Pyle : batterie, percussions
- The Honkettes
  - JoJo Billingsley : chœurs
  - Cassie Gaines : chœurs
  - Leslie Hawkins : chœurs

## Musicien additionnel
- Sam McPherson : harmonica sur Tuesday's Gone

## Charts & certifications
| Pays        | Durée du classement | Meilleur classement |
| ----------- | ------------------- | ------------------- |
| Canada      | 15 semaines         | 49e                 |
| États-Unis  | 43 semaines         | 9e                  |
| Royaume-Uni | 4 semaines          | 17e                 |

| Pays        | Ventes      | Certification | Date       |
| ----------- | ----------- | ------------- | ---------- |
| États-Unis  | 3 × Platine | 3 000 000 +   | 21/07/1987 |
| Royaume-Uni | Argent      | 60 000 +      | 26/04/2019 |